# 윤준협
윤준협(2000년 1월 18일~)은 대한민국의 모델 겸 가수이자 방송인이다. 내일은 미스터트롯2의 화제의 참가자이다. 별명은 트롯카사노바이다.
대한민국의 모델 겸 엔터테이너이다. 2018 슈퍼모델 선발대회에서 1600:1의 경쟁률을 뚫고 우승해 데뷔했다.
극한데뷔 야생돌, 피지컬: 100 출연하여 워밍업 미션에서 5위를 차지하였으나 1차전에서 보디빌더 김강민을 선택하여 아쉽게 마무리 하였다.
미스터트롯2에 출연하여 본선 4차전까지 진출하여 최종11위를 차지했다.

## 방송
- SBS 슈퍼모델서바이벌2018 대상
- MBC 극한데뷔 야생돌 2021
- 넷플릭스 피지컬100
- TV조선 내일은 미스터트롯 2
- TV조선 트랄랄라 브라더스
- TV조선 미스터로또
- TV조선 화요일은 밤이 좋아
- MBN 현역가왕2 - Top32

## 여담
- 미스터트롯2에서 뛰어난 퍼포먼스, 가창력, 비주얼로 유명하다.
- 피지컬이 슬램덩크의 채치수, 변덕규, 고민구와 비슷하다.
- 현재 고정 출연중인 TV조선 트랄랄라 브라더스에서 예능감도 맡고 있다.예썰rrr
- 미스터 로또 첫 회 황금기사단 게스트로 출연하였다.